# Arma 2
Arma 2 je česká počítačová hra z roku 2009.  Hra je volným pokračováním hry ArmA z roku 2006. Hra se dočkala většinou kladného přijetí od kritiky a prodeje byly později výrazně zvýšeny díky modifikaci DayZ, která hru předělává na onlinový survival horor. Na serveru Hrej.cz byla hra označena za 8. nejlepší hru roku 2009. Na jiném serveru DDWorld.cz se hra umístila na 5. místě. V obou žebříčcích se ArmA II umístila v rámci českých her na druhém místě (za adventurou Machinarium). V roce 2011 byla ArmA 2 na serveru PC Gamer označena za 13. nejlepší počítačovou hru všech dob. Hra však byla kritizována za přítomné chyby.
Část obsahu hry byla vypuštěna jako free to play, pod jménem ArmA 2 Free. Tato část hry neobsahuje příběhovou část hry a má celkově nižší rozlišení všech textur ve hře.
V roce 2013 byl vydán další díl, Arma 3.

## Příběh
Děj se odehrává v severovýchodní provincii fiktivního státu Černarus v Jižní Zagorii. Zde se odehrává občanská válka mezi černaruskou vládou a separatistickým Hnutím Rudé Hvězdy (zkráceně ČdKZ, jeho příslušníci jsou známí jako čedaci), které již téměř celou provincii ovládlo a je viněno z válečných zločinů. Do oblasti je vyslána americká letadlová loď USS Khe Sanh spolu s jednotkami námořní pěchoty, Ti mají zastavit násilí a obnovit pořádek v Jižní Zagorii. Hra sleduje osudy příslušníků pětičlenné speciální jednotky Razor tým.
Hra obsahuje 6 konců, které závisí na rozhodnutích hráče či splněnosti různých úkolů v kampani.

## Postavy
- Patrick „Eightball“ Miles – velitel Razor týmu a syn kalifornského právníka a politika. Je zabit na začátku invaze
- Matthew „Coops“ Cooper – druhý velitel Razor týmu a primární hratelná postava. Pochází z New Yorku a zajišťuje, díky svým znalostem slovanských jazyků, komunikaci s obyvatelstvem.
- Chad „Robo“ Rodriguez – kulometčík Razor týmu, který má reputaci neopatrného, ale schopného bojovníka. V dětství byl delikventem, ale nikdy se nedostal na špatnou stranu zákona.
- Randy „chladnokrevný“ Sykes – jde o Odstřelovače, který má zkušenosti z velkého množství operací. Pochází z Texasu.
- Brian „Scarlet“ O'Hara – nejmladší člen Razor týmu a zdravotník. Pochází ze San Franciska
- John Maddox – pilot, který zajišťuje Razor týmu přesun po Černorusi.
- Kapitán Shaftoe – přímý nadřízený týmu Razor.
- Gregorij „Akula“ Lopotěv – vůdce čedaků. Je zodpovědný za válečné zločiny na Černarusi.
- Prizrak – tajemný vůdce nacionalistické organizace NAPA, která je nepřátelská vůči čedakům, ale i vůči vládním jednotkám.
- Ivan Karelin – Major ruských Specnaz. Je přítelem Lopotěva a jeden z hlavních nepřátel RAZOR týmu.
- David Armstrong – americký generál, který velí operaci Red Harvest.
- Boris Šagarov – Ruský generál, který velí mírovým silám na Černarusi. Je hlavním odpůrcem vojenské operace na Černarusi.

## Frakce
- Americká námořní pěchota – jednotky námořní pěchoty mají obrátit výsledek občanské války ve prospěch černaruské vlády. Mají lepší a modernější výzbroj. Jsou zkušení v nekonvenčním způsobu boje.
- Černaruské ozbrojené síly – vojenské jednotky stojící na straně vlády. Jsou spojenci Američanů. Jejich hlavní nepřátelé jsou čedaci. Jsou vyzbrojeni především sovětskými zbraněmi.
- Černaruské Hnutí Rudé Hvězdy – hlavní nepřátelé Američanů a vládních jednotek. Chtějí obnovit komunistický režim na Černarusi. Nosí sovětské uniformy, ale používají i moderní ruskou výzbroj. Příslušníkům hnutí se říká čedaci.
- Ruské ozbrojené síly – mírové síly, které byly vyslány na Černarus. Jsou spojenci s čedaky, i když neochotně. Rusové jsou zkušení v boji proti partyzánům a mají schopné speciální jednotky.
- Národní strana – nacionalističtí partyzáni tvoří třetí stranu konfliktu. Nejsou příliš dobře vyzbrojeni, ale díky svým zkušenostem se stala silným nepřítelem pro čedaky i vládní jednotky. Chtějí zbavit Černarus všech cizích vlivů, hlavně amerického a ruského.
- Obyvatelé Černarusi – neozbrojení civilisté. Byli rozděleni občanskou válkou. Většina z nich je černaruského původu, ale je zde i početná ruská menšina. Vojáci od nich mohou získat užitečné informace.
- Zvířata – v ArmA II se objevila i zvířata. Ta reagují na činy hráče.[9]

## Editor misí
Editor misí obsahuje okolo 100 vozidel. Možností je spousta – můžete řídit auta, vrtulníky, tanky i stíhačky. Je možné hrát i za zvířata. Hra obsahuje 2 terény – Černarus a Utes.

## Rozšíření

### ArmA 2: Operation Arrowhead
Jedná se o stand-alone datadisk, ve kterém se hráč přesune do fiktivní blízkovýchodní země Takistán. Ačkoliv se jedná o fiktivní zemi, herní lokace jsou vytvořeny na základě satelitních snímků Afghánistánu. Kromě zcela nové kampaně datadisk přinesl nové zbraně, vozidla či letecké jednotky. Přidává také 3 nové terény – Tákistán , Zargabad  a Poušť. Ve hře se dokonce krátce objeví i Armáda České republiky. Vydán byl 29. června 2010.

### Stahovatelný obsah
V roce 2010 vyšlo ještě rozšíření British Armed Forces, které do hry přidalo britskou armádu, novou kampaň a nový terén – Šapur . V sejném roce pak vyšlo další rozšíření – Private Military Company, které do hry přidalo novou kampaň, novou frakci a terén Zkušební Oblast .
Poslední rozšíření vyšlo až v roce 2012. Jedná se o ArmA 2: Army of the Czech Republic. To hru doplnilo o české jednotky, českou kampaň, českou výzbroj a 2 terény – Bystrica a Bukovina. Tyto terény jsou však pouze upravené výřezy Černarusi. Navíc byla do hry přidána možnost zatopení oblastí a využití stopovacího psa.

### Kompilace
|                                    | Název                              | Datum vydání      | Typ                            | Média                  | Poznámka |
| ---------------------------------- | ---------------------------------- | ----------------- | ------------------------------ | ---------------------- | --- |
| ArmA 2: Operation Arrowhead        | ArmA 2: Operation Arrowhead        | 29. červen 2010   | samostatné rozšíření           | DVD, online distribuce | |
| ArmA 2: Combined Operations        | ArmA 2: Combined Operations        | 29. červen 2010   | samostatné rozšíření           | DVD, online distribuce | ArmA 2 + ArmA 2: Operation Arrowhead                                                                               |
| ArmA 2: British Armed Forces       | ArmA 2: British Armed Forces       | 26. srpen 2010    | rozšíření                      | online distribuce      | |
| ArmA 2: Private Military Company   | ArmA 2: Private Military Company   | 30. listopad 2010 | rozšíření                      | online distribuce      | |
| ArmA 2: Reinforcements             | ArmA 2: Reinforcements             | 1. duben 2011     | samostatné rozšíření           | DVD, online distribuce | Obsahuje rozšíření British Armed Forces + Private Military Company                                                 |
| ArmA 2: Army of the Czech Republic | ArmA 2: Army of the Czech Republic | 1. srpen 2012     | rozšíření/samostatné rozšíření | DVD, online distribuce | V České republice vydáno v kompilaci s ArmA 2: Combined Operations                                                 |
| ArmA 2: Complete Collection        | ArmA 2: Complete Collection        | 20. únor 2013     | samostatné rozšíření           | DVD, online distribuce | Obsahuje: Arma 2, Operation Arrowhead, British Armed Forces, Private Military Company a Army of the Czech Republic |